# Mannequin Challenge

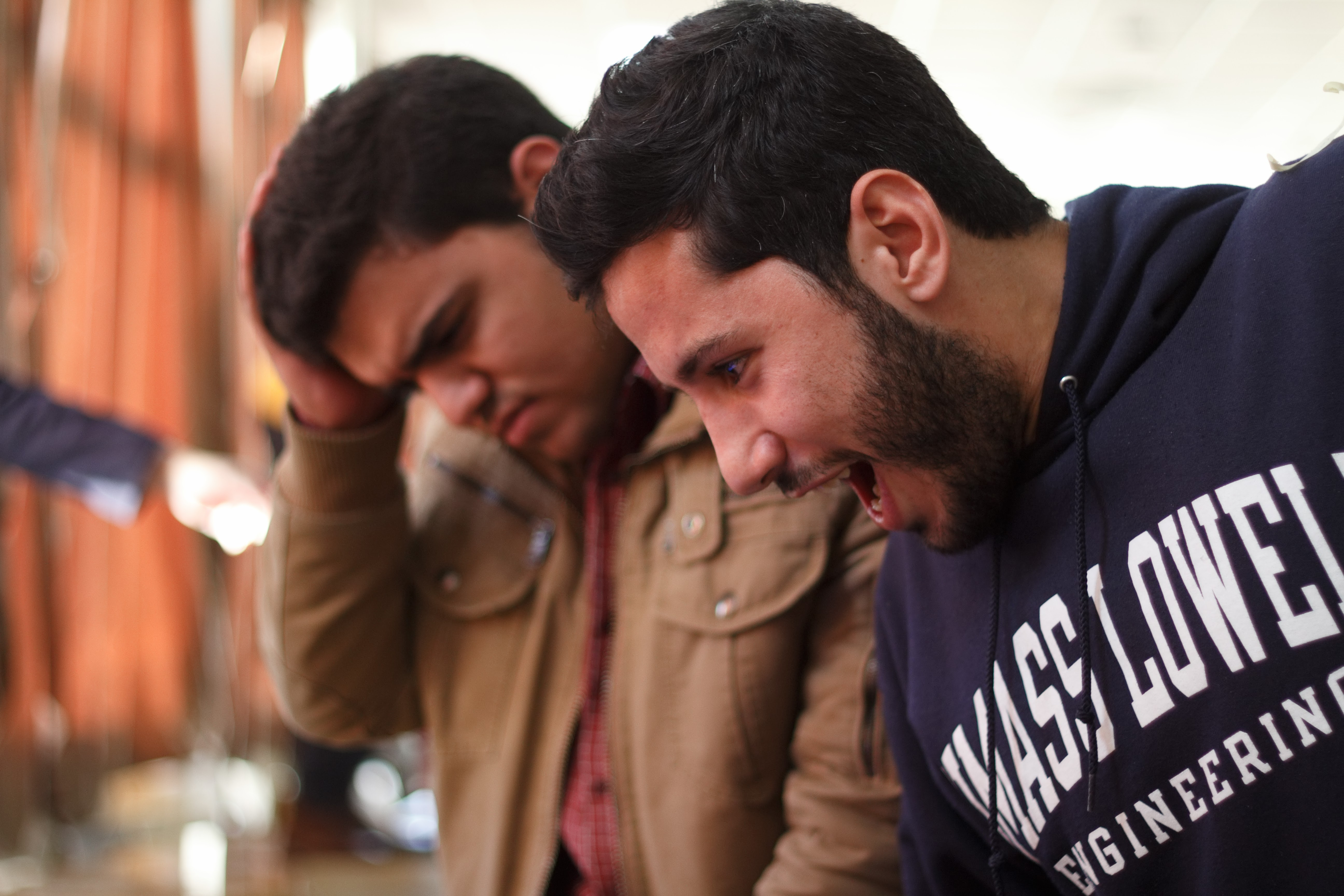
Dois estudantes agindo imóveis para um vídeo do Mannequin Challenge.

O Mannequin Challenge (em português: Desafio do Manequim) é uma tendência de vídeo viral da internet, que se tornou popular em novembro de 2016, em que as pessoas permanecem congeladas em ação como manequins, enquanto uma câmera em movimento os filme, geralmente com a canção "Black Beatles" de Rae Sremmurd ou outra canção tocando no fundo. A hashtag #MannequinChallenge foi usado em redes sociais populares, como Twitter e Instagram. Acredita-se que o fenômeno tenha sido iniciado por estudantes da Ed White High School em Jacksonville, Flórida. O lançamento inicial inspirou trabalhos de outros grupos, especialmente atletas profissionais e equipes esportivas, que publicaram vídeos cada vez mais complexos e elaborados.
Os meios de comunicação compararam os vídeos às cenas de balas de filmes de ficção científica como Matrix, X-Men: Days of Future Past, X-Men: Apocalipse, Perdidos no Espaço ou Buffalo '66. O retrato das pessoas comuns em uma cena da vida normal por atores reprimidos de movimento apareceu no videoclipe de 2015 da canção de Alessia Cara "Here". Enquanto isso, a natureza participativa do desafio nas redes sociais o faz semelhante a memes como Makankosappo ou Harlem Shake. Outros observaram similaridades com a série de TV da HBO Westworld, que estreou em torno do mesmo tempo, onde os hosts robóticos podem ser interrompidos em suas faixas.